# Macrotrachela faveolata
Macrotrachela faveolata är en hjuldjursart som beskrevs av Colin Milne 1916. Macrotrachela faveolata ingår i släktet Macrotrachela och familjen Philodinidae. Inga underarter finns listade i Catalogue of Life.